# Вотчинный суд
Во́тчинный суд — суд, который чинил над своими подданными владелец вотчины или поместья. В Киевской Руси вотчинное судопроизводство осуществлялось феодальной знатью в отношении невольников и закупов. На украинских землях в составе Великого княжества Литовского и Короны Польской вотчинный суд выступал как суд 1-й или 2-й инстанции после следствия и приговора копного суда. В несколько модифицированном виде просуществовал до судебной реформы 1864 года.